# Titularbistum Isba
Das Bistum Isba (lateinisch Dioecesis Isbitana) ist ein Titularbistum der römisch-katholischen Kirche. 
Isba war eine antike Stadt in der römischen Provinz Lycia et Pamphylia bzw. Pamphylia in der westlichen Türkei. Das dortige ehemalige Bistum gehörte der Kirchenprovinz Side an. 
| Titularbischöfe von Isba |                             |                                           |                   |                  |
| Nr.                      | Name                        | Amt                                       | von               | bis              |
| 1                        | Luis Benitez y Cabañas SJ   | Weihbischof in Tulancingo (Mexiko)        | 23. Dezember 1926 | 3. Juli 1933     |
| 2                        | Andreas Rohracher           | Weihbischof in Gurk (Österreich)          | 21. Juli 1933     | 1. Mai 1943      |
| 3                        | Maurice-Paul-Jules Rousseau | Weihbischof in Blois (Frankreich)         | 22. Juni 1943     | 3. November 1945 |
| 4                        | Lionel Scheffer OMI         | Apostolischer Vikar von Labrador (Kanada) | 14. März 1946     | 3. Oktober 1966  |